# Liskowo (Białoruś)
Liskowo (biał. Ліскава, Liskawa; ros. Лисково, Liskowo) – wieś na Białorusi, w obwodzie mińskim, w rejonie kleckim, w sielsowiecie Kuchczyce.

## Historia
W XIX i w początkach XX w. położone było w Rosji, w guberni mińskiej, w powiecie słuckim, w gminie Kleck.
W dwudziestoleciu międzywojennym leżało w Polsce, w województwie nowogródzkim, w powiecie nieświeskim, w gminie Siniawka. W 1921 miejscowość liczyła 668 mieszkańców, zamieszkałych w 115 budynkach, w tym 466 Białorusinów i 202 Polaków. 654 mieszkańców było wyznania prawosławnego i 14 mojżeszowego.
Po II wojnie światowej w granicach Związku Sowieckiego. Od 1991 w niepodległej Białorusi.